# Nikolaï Zinine
Nikolaï Nikolaïevitch Zinine (en russe : Николай Николаевич Зинин), né le 25 août 1812 à Chouchi et mort le 18 février 1880 à Saint-Pétersbourg), est un chimiste organicien russe.

## Biographie
Nikolaï Zinine étudie à l'université de Kazan où il enseigne comme maître ès sciences dès 1837. Il étudie à Giessen auprès de Justus Liebig et y achève ses recherches sur la condensation benzoine. L'université de Saint-Pétersbourg lui décerne le titre de docteur ès sciences, il obtient la chaire de chimie à Kazan, puis celle de l'Académie de médecine de Saint-Pétersbourg où il enseigne de 1848 à 1874. Il est membre de l'Académie des sciences de Russie et de la Société de physique et de chimie de Russie.
Il est principalement connu pour la réduction de Zinine, procédé qu'il utilisa en 1842 pour la réduction du nitrobenzène qui lui permit d'obtenir de l'aniline (qu'il nomma à l'époque benzidam).

## Publications(de)
- N. Zinin (1839), Beiträge zur Kenntniss einiger Verbindungen aus der Benzoylreihe, Annalen der Pharmacie, 31 (3) 	DOI 10.1002/jlac.18400340205
- N. Zinin (1840), Ueber einige Zersetzungsprodukte des Bittermandelöls, Annalen der Pharmacie, 34 (2) DOI 10.1086/349954
- N. Zinin (1842), Beschreibung einiger neuer organischer Basen, dargestellt durch die Einwirkung des Schwefelwasserstoffes auf Verbindungen der Kohlenwasserstoffe mit Untersalpetersäure., Journal für Praktische Chemie, 27 (1) DOI 10.1002/cber.19080410273